# Manzanares el Real
Manzanares el Real község Spanyolországban, Madrid tartományban. Manzanares el Real Soto del Real, Colmenar Viejo, Becerril de la Sierra, El Boalo, Moralzarzal, Navacerrada, Rascafría és San Ildefonso községekkel határos. Lakosainak száma 9550 fő (2024).

## Nevezetességei
Itt található a Manzanares folyón felépített Santillana-víztározó.

## Népesség
A település népessége az utóbbi években az alábbiak szerint változott:
| Lakosok száma | 4292 | 5713 | 6612 | 7244 | 7949 | 8182 | 8500 | 8840 | 9247 | 9550 |
|               | 2001 | 2004 | 2007 | 2009 | 2012 | 2014 | 2017 | 2019 | 2022 | 2024 |